# 賢林寺
賢林寺（けんりんじ）は、愛知県小牧市にある天台宗の寺院で、山号は藤島山。尾張西国三十三観音の第四番札所でもある。

## 歴史
創建は13世紀初頭の鎌倉時代。野田村（現在の春日井市熊野町）にある密蔵院の末寺として建てられた。その後度々戦争で建物が焼失するが、16世紀後半の室町時代に再興された。

### 年表
- 1206年（建永元年） - 創建。
- 1570年（元亀3年） - 再興。
- 1978年（昭和53年）3月25日 - 木造十一面観音菩薩坐像が小牧市の有形文化財に指定。
- 2002年（平成14年）12月27日 - 木造十一面観音菩薩坐像が愛知県の有形文化財に指定。

## 文化財

### 重要文化財
- 木造十一面観音坐像 - 平安時代前期の作と推定されている。像高は約80センチメートル。2020年に国の重要文化財に指定[1][2]。本像は秘仏であり、一般には公開されていない。

### その他
- 木造脇侍像 - 小牧市指定有形文化財[3]。

## 所在地
- 愛知県小牧市藤島町居屋敷267

## 交通アクセス
- こまき巡回バスの「藤島」停留所下車、徒歩で約3分。

## 周辺情報
- 境川
- 小牧市市民菜園
- 巾下川
- 岩倉市立南部中学校

## 関連資料
- 『北里仏教会寺院のあゆみ』北里仏教会